# Jamila Madeira
Jamila Bárbara Madeira e Madeira, conhecida como Jamila Madeira (Loulé, Alte, 17 de julho de 1975), é uma política portuguesa.

## Biografia social e política
Quando nasceu, o pai, Luís Filipe Madeira, era deputado da Assembleia Constituinte, sendo que a escolha do nome já tinha uma carga ideológica, surgindo para homenagear Djamila Beaupacha, pois o pai andava a ler um livro de Simone de Beauvoir sobre a história real de uma estudante argelina torturada pelos franceses.
Com família ligada à política, começou cedo a envolver-se e a militância política apareceu sem sobressaltos, embora refira que o paí nunca a empurrou para a política, mas foi-lhe dando um apoio discreto. Apesar do mérito, reconhece que este funcionou como uma garantia, como se tivesse um avalista.
Com dez anos já andava na distribuição de propaganda, mas foi na altura da revolta estudantil contra a Prova Geral de Acesso (conhecida em Portugal como PGA) e quando estava no segundo mandato (cargo para que foi eleita presidente em 1989, com catorze anos) da Associação de Estudantes da Escola Secundária de Loulé e a frequentar o 10.º ano, que, apadrinhada pela irmã mais velha, Heloísa, se filia na Juventude Socialista porque "já concordava com a ideologia socialista".
Em 1994, é eleita Comissária Nacional da Juventude Socialista (cargo que abandona em 2004) e, no ano seguinte, é eleita presidente da Mesa da Comissão Política Concelhia da JS/Loulé até 1997, ano em que é eleita Membro da Comissão Política Distrital da JS/Algarve (cargo que abandona em 2005 e Membro da Comissão Política Distrital do PS/Algarve. Foi ainda deputada municipal na assembleia municipal de Loulé, tendo sido, nas eleições autárquicas de 2009, candidata a Presidente da Assembleia Municipal de Loulé contra o presidente em funções pelo PSD, Mário Patinha Antão.
Eleita entre 1994 e 2000 para a Comissão Política Nacional da Juventude Socialista e Secretária Nacional da Juventude Socialista, com a pasta das Relações Internacionais. Nessa qualidade, foi eleita Vice-Presidente da União Internacional de Juventudes Socialistas (IUSY) e membro do Bureau da Organização Europeia de Juventudes Socialistas (ECOSY).
Em maio de 2000, no XII Congresso da Juventude Socialista, realizado em Espinho, foi eleita para o seu primeiro mandato como Secretária-Geral da Juventude Socialista. Ganhou contra Ana Catarina Mendes por um voto. No ano anterior, em outubro de 1999, tinha sido eleita deputada para a Assembleia da República pelo círculo de Faro, cargo que decorre de ser Comissária Política Nacional do Partido Socialista e Comissária Nacional do PS (cargos que abandona em 2004). Em 2001, é membro, por inerência do cargo, da Comissão Política Nacional de recandidatura de Jorge Sampaio a Presidente da República. É reeleita para um segundo mandato no XIII Congresso da Juventude Socialista, realizado na Figueira da Foz em junho de 2002 (até julho de 2004). Em 2004, é reeleita de novo como deputada à IX Legislatura, cargo a que renuncia em julho de 2004 para assumir o mandato de deputada, para que foi eleita pelo PS nas eleições desse ano para o Parlamento Europeu.
É licenciada em Economia no Instituto Superior de Economia e Gestão, desde 1997. Desempenhou funções associativas na Associação de Estudantes do Instituto Superior de Economia e Gestão no mandato de 1994/1995 e, durante dois anos (entre 1994 e 1996), foi membro discente do Senado da Universidade Técnica de Lisboa.
Posteriormente, frequentou a pós-graduação em Corporate Finance no CEMAF/INDEG.
Quadro da Rede Eléctrica Nacional (REN) desde 1997. Suspendeu em 2009, por motivos políticos, as funções que exercia como economista do quadro permanente da Direção de Planeamento do Sistema Produtor da REN, tendo antes pertencido ao planeamento económico da EDP.
Entre 2013 e 2016, foi Diretora para a Agenda Europeia de Energia da REN, tendo suspendido novamente as funções para assumir o mandato de deputada à Assembleia da República, na XIII Legislatura da Terceira República Portuguesa.

Em 2022, Jamila Madeira, foi alvo de controvérsia pelo facto de ter solicitado parecer à comissão de transparência da Assembleia da República sobre a acumulação das funções de deputada com o trabalho de origem como funcionária na REN Serviços com as funções de consultora de carreira: entre abril e dezembro de 2022, tendo optado pela exclusividade de funções em Dezembro de 2022. 
Entre 1999 até 2022, Jamila Madeira, entregou vinte declarações de rendimentos e património no Tribunal Constitucional (quatro das quais voluntárias), não tendo sido notificada para suprir qualquer lacuna de informação em nenhuma destas. 
https://expresso.pt/politica/2023-01-18-Inverdades-e-juizos-de-valor-Jamila-Madeira-garante-que-sempre-agiu-de-forma-transparente-e-no-respeito-da-lei-adba04af%5B1%5D
Jamila Madeira assumiu funções de primeira da lista do PS pelo Algarve nas eleições legislativas de Outubro de 2019, Janeiro de 2022, Março de 2024 e Junho de 2025.

## Funções políticas
Vários cargos políticos que exerce ou desempenhou: 
- Deputada à Assembleia Municipal de Loulé entre 1997 e 2001;
- Deputada à Assembleia da República (1999-2004 nas VIII e IX Legislaturas; entre 2009 e 2011 na XI Legislatura; desde 2016 na XIII Legislatura);
- Secretária-Geral da Juventude Socialista entre 2000 e 2004;
- Comissária Política Nacional e Comissária Nacional do Partido Socialista entre 1999 e 2004;
- Deputada ao Parlamento Europeu entre 2004 e 2009;
- Secretária de Estado Adjunta e da Saúde no XXII Governo Constitucional de Portugal de 26 de Outubro de 2019 a 17 de setembro de 2020.